# Giuseppe Pezzella
Giuseppe Pezzella (Nápoles, 29 de noviembre de 1997) es un futbolista italiano que juega en la demarcación de defensa para la U. S. Cremonese de la Serie A.

## Biografía
Empezó a formarse como futbolista en las categorías inferiores del U. S. Palermo desde 2013 hasta 2015, hasta que finalmente el 2 de diciembre de 2015 hizo su debut con el primer equipo en copa contra el U. S. Alessandria 1912. Cuatro días después debutó en liga en un encuentro contra el Atalanta B. C. tras sustituir a Mato Jajalo. En enero de 2019 fue cedido al Genoa C. F. C. hasta final de temporada. El 27 de agosto del mismo año, el Udinese lo cedió una temporada al Parma Calcio 1913 con obligación de compra al final de la misma. Tras dos temporadas en Parma, en julio de 2021 fue cedido al Atalanta B. C. con opción de compra obligatoria si se cumplían algunas condiciones. Estas no se cumplieron y en agosto del año siguiente fue prestado a la U. S. Lecce. Con este equipo jugó 16 partidos y en julio de 2023 fue traspasado al Empoli F. C., donde permaneció dos campañas antes de recalar en la U. S. Cremonese.

## Clubes
| Club                    | País   | Año       | Partidos | Goles |
| ----------------------- | ------ | --------- | -------- | ----- |
| U. S. Palermo           | Italia | 2015-2017 | 21       | 0     |
| Udinese Calcio          | Italia | 2017-2019 | 23       | 0     |
| Genoa C. F. C. (cedido) | Italia | 2019      | 5        | 0     |
| Udinese Calcio          | Italia | 2019      | 1        | 0     |
| Parma Calcio 1913       | Italia | 2019-2021 | 48       | 1     |
| Atalanta B. C. (cedido) | Italia | 2021-2022 | 29       | 0     |
| U. S. Lecce (cedido)    | Italia | 2022-2023 | 16       | 0     |
| Empoli F. C.            | Italia | 2023-2025 | 59       | 0     |
| U. S. Cremonese         | Italia | 2025-     |          |       |